# Досумбеков, Айт
Айт Досумбеков (1884 год, аул Ходжатогай, Туркестанский край, Российская империя - дата и место смерти не известны) — колхозник, чабан, Герой Социалистического Труда (1949).

## Биография
Родился в 1884 году в ауле Ходжатогай, Туркестанский край (сегодня — Отырарский район Южно-Казахстанской области, Казахстан) . С раннего детства занимался батрачеством. В 1929 году вступил в колхоз «Ходжатогай» Кзылкумского района Южно-Казахстанской области. В 1945 году был назначен старшим чабаном.
В 1949 году вырастил по 119 ягнят от 100 овцематок. За эти достижения в трудовой деятельности был удостоен в 1949 году звания Героя Социалистического Труда. В 1950 году за высокие показатели был удостоен второго Ордена Ленина.
В 1960 году вышел на пенсию.

## Награды
- Герой Социалистического Труда — указом Президиума Верховного Совета СССР от 1 декабря 1949 года;
- Орден Ленина (1949 и 1950 гг.).